# Конституційне судочинство
Конституці́йне судочи́нство — процесуальна діяльність уповноважених судових органів з розгляду конституційно-правових конфліктів. Конституційно-правовий конфлікт визначається або як спір про право, що випливає з конституційно-правових норм держави, або спір про конституційне правопорушення.
Конституційне судочинство є складовою конституційного процесу в державі та є окремим видом юридичного процесу. Воно покликане забезпечувати верховенство конституції як основи національної правової системи, охорону конституційних прав і свобод, додержання принципу поділу влади у всіх його аспектах. Необхідним елементом конституційного судочинства є перевірка нормативних актів з погляду їх відповідності конституції. Саме це (тобто правова охорона конституції) складає сутність конституційного судочинства.

## Предмет конституційного судочинства
Предмет, або ж основні питання компетенції (юрисдикції) органів конституційного судочинства, є наступними:
- перевірка конституційності законів та інших нормативно-правових актів
- перевірка конституційності міжнародних договорів
- вирішення компетенційних спорів
- захист прав і свобод людини і громадянина в окремих випадках
- перевірка конституційності проведення референдумів і виборів, здійснення права народної ініціативи
- конституційний контроль судових процедур у випадку порушення конституції главою держави
- перевірка конституційності організації та діяльності політичних партій і громадських об'єднань
- тлумачення конституції.

Конституційне правосуддя може відправлятися в цілях т. зв. попереднього конституційного контролю, тобто перевірки відповідності конституції законів та інших нормативних правових актів до набрання ними чинності. Так відбувається в Австрії, Угорщині, Іспанії, Італії, Польщі, Португалії, Румунії та низці інших держав.
В окремих державах конституційні суди наділені й іншими повноваженнями:
- розгляд справ з перевірки дієздатності глави держави та інших вищих посадових осіб держави (Вірменія, Болгарія, Литва, Молдова, Португалія, Румунія, Хорватія, Кіпр, Алжир);
- розгляд конституційних скарг автономних утворень на незаконне втручання держави в їх діяльність (Чехія, ФРН, Швейцарія). У федеративній державі, зокрема, конституційний суд може вирішувати спори про компетенцію не тільки між федеральними органами державної влади, а й між федеральними органами державної влади та органами державної влади суб'єктів федерації (Австрія, Бельгія, Іспанія, Португалія, ФРН, Швейцарія)[4].

## Загальні риси конституційно-процесуальної процедури
Конституційне судочинство складається зі стадій, що послідовно змінюють одна одну. Воно становить відносно замкнутий комплекс дій конституційного суду та учасників судового процесу, що спрямовані на вирішення конкретної правової ситуації. Послідовність стадій переслідує кінцеву мету: винесення конституційним судом підсумкового рішення у справі та його виконання, внаслідок чого буде розв'язаний конституційно-правовий конфлікт.
Виділяють наступні стадії судового конституційного процесу:
1. унесення звернення до конституційного суду (або іншого органу конституційної юстиції);
2. попередній розгляд звернення в конституційному суді;
3. прийняття звернення до розгляду або його відхилення;
4. підготовка до судового розгляду;
5. судовий розгляд (або розгляд поза цією формою);
6. нарада членів суду, голосування і прийняття конституційним судом підсумкового рішення;
7. проголошення, опублікування і набрання чинності рішенням конституційного суду;
8. виконання рішення[5].

## Співвідношення конституційного судочинства і конституційного контролю
Повноваження, пов'язані з відправленням конституційного судочинства, ширші за конституційний контроль, адже контроль полягає в основному у встановленні відповідності правового акта конституції держави.
Предмет конституційного судочинства, навпаки, є ширшим — повноваження конституційних судів поширюються і на питання щодо тлумачення конституційних положень, імпічменту глави держави тощо.
Спільним у відправленні конституційного судочинства та здійсненні конституційного контролю Андрій Портнов називає перевірку конституційності певного акта, а також розгляд конституційних звернень громадян з питань порушення конституційних прав державними органами.

## Історичні витоки і моделі конституційного судочинства

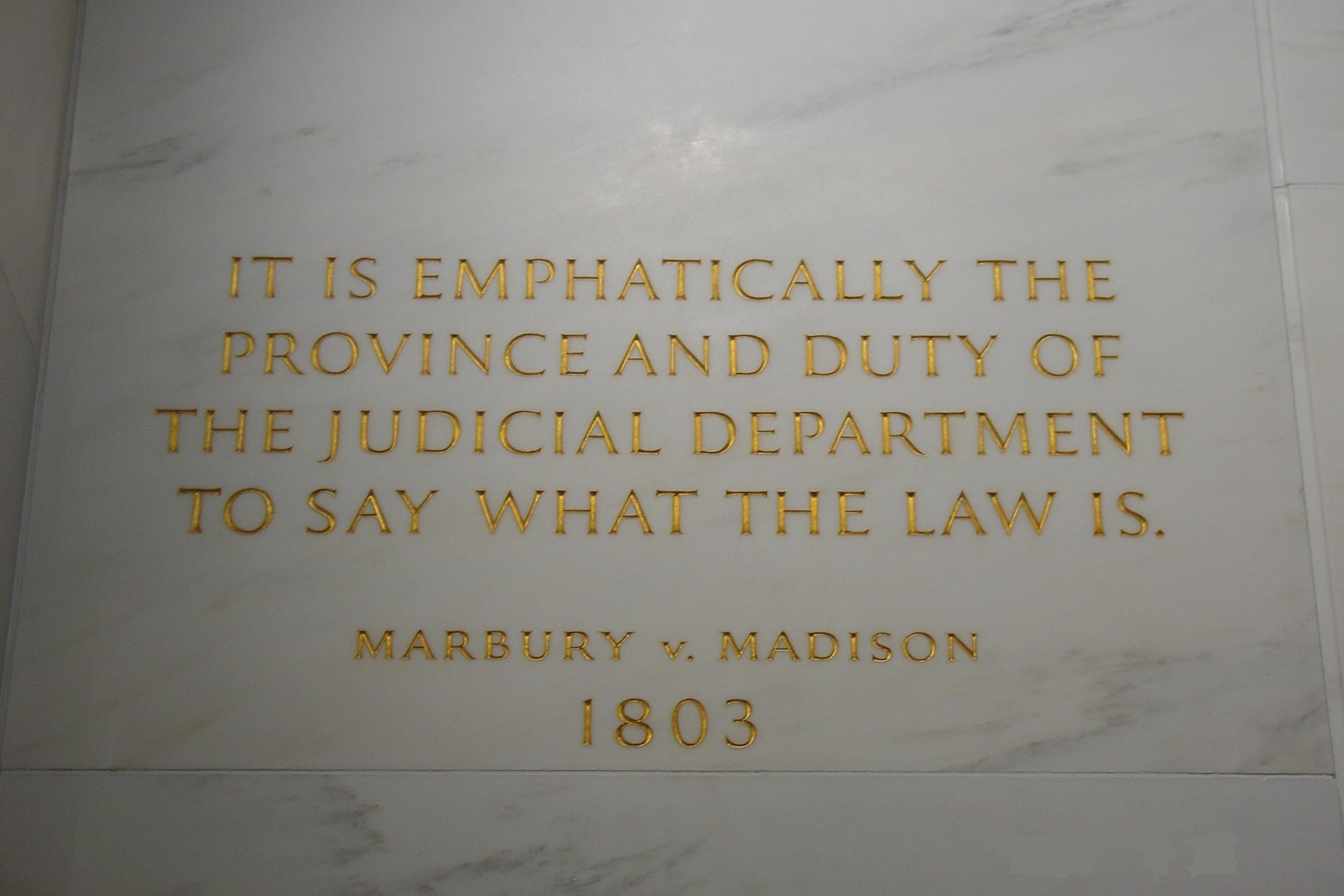
Слова Джона Маршалла, що визначили суть судового контролю, на стіні Верховного суду США.

Причину виникнення конституційного судочинства розуміють у тому, що законодавець не здатен передбачити всіх можливих варіантів застосування прийнятого ним закону. Як наслідок, багато юридичних правил залишаються невизначеними: такими, що потребують перевірки й тлумачення.
В науці пропонують досліджувати конституційну юстицію починаючи з періоду становлення та розвитку державних органів у країнах стародавніх цивілізацій. Зокрема, найдавнішим попередником сучасного інституту конституційної юстиції називають раду старійшин (герусію), яка існувала у дорійських грецьких полісах на межі ІХ-VIII сторіч до н. е. і мала право припиняти рішення Народних зборів у разі «відхилення народу від прямого шляху». На народних зборах раз на рік обирали колегію ефорів, яка мала право скасовувати вердикти царів, якщо вони не відповідали «встановленим законам», тобто природному праву.
Також науковці роблять спроби покласти початок конституційного контролю з часів Римської імперії або старого Німецького Рейху (1180 р.), коли судові органи розглядали спори між правителями. Згадується і про існування попередніх форм конституційного розгляду у Франції з середини XIII ст. У Португалії судово-конституційний розгляд був запроваджений Кодексом Філіпа (порт. Código Filipino) у XVII ст.
Як приклад початкової форми конституційної юстиції традиційно наводиться діяльність Таємної ради у Великій Британії у XVII ст., яка визнавала закони законодавчих зборів (легіслатур) американських колоній нечинними, якщо вони суперечили законам англійського парламенту або загальному праву.
Проблема правового захисту конституції набула актуальності з часу появи перших конституційних актів. Так, достовірно відомим є судовий прецедент у справі Холмса-Уолтона (англ. Holmes v. Walton), що мав місце у 1780 році у північноамериканському штаті Нью-Джерсі, коли закон штату було визнано таким, що не відповідає конституції штату. У 1803 році Верховний Суд США вперше ухвалив рішення у справі Мербері (англ. Marbury v. Madison) щодо неконституційності загальнофедерального закону.
Цей прийом пізніше був запозичений латиноамериканськими державами (Бразилією в 1891 році, Уругваєм в 1917 році та ін.). До першої світової війни таким шляхом пішли деякі європейські країни: Норвегія, Греція, частково Швейцарія.

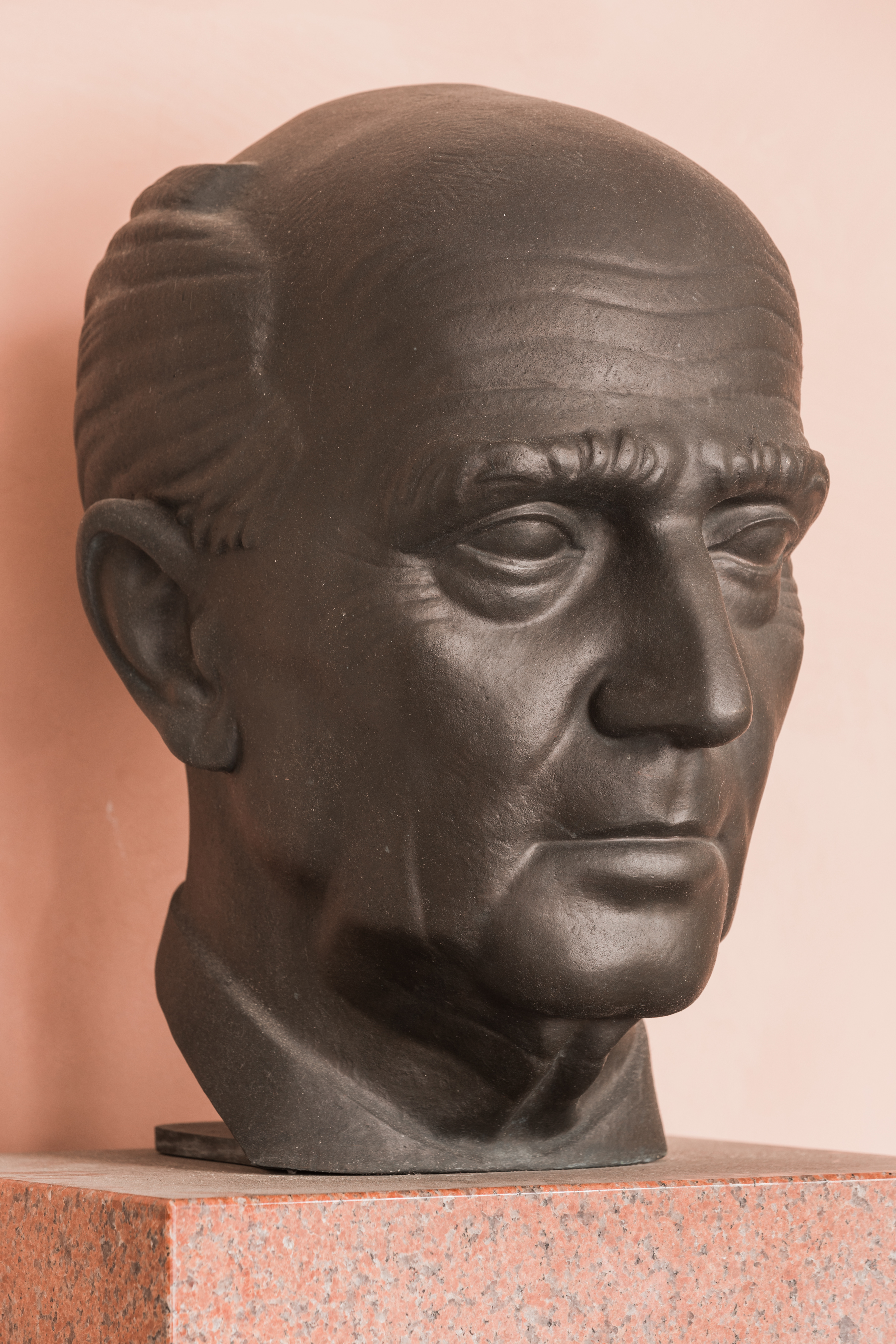
Бюст Ганса Кельзена у головному корпусі Віденського університету (1984)

На наступному етапі виникає принципово новий підхід до конституційного судочинства, концепція якого була розроблена австрійським ученим Г. Кельзеном. Головна відмінність від американської системи полягає в тому, що конституційне судочинство виокремлюється із загального судочинства і здійснюється не судами загальної юрисдикції, а спеціалізованим органом — конституційним судом, або квазісудовим органом (конституційною радою чи конституційною палатою вищих судових органів загальної юрисдикції).
На кінець XIX ст. у низці європейських країн (Данія, Норвегія, Франція, Швейцарія та ін.) утверджується практика судового й парламентського контролю за дотриманням конституції, а вже на початку XX ст., після Першої світової війни, з'являються перші спеціалізовані органи правової охорони конституції — конституційні суди.
Широкого поширення інститут конституційного судочинства набуває після Другої світової війни. Він закріплюється практично у всіх країнах Західної Європи, багатьох нових державах Азії, Африки, Латинської Америки. Поза цією загальною тенденцією залишалися соціалістичні держави: часом там установлювався «політико-ідеологічний» контроль. Але якщо конституційного ладу в таких країнах немає, то про будь-які форми конституційного контролю також говорити не доводиться.

### Конституційне судочинство у призмі моделей правового захисту конституцій
У світі сформувалися три основних моделі спеціального правового захисту конституцій:

#### Американська модель

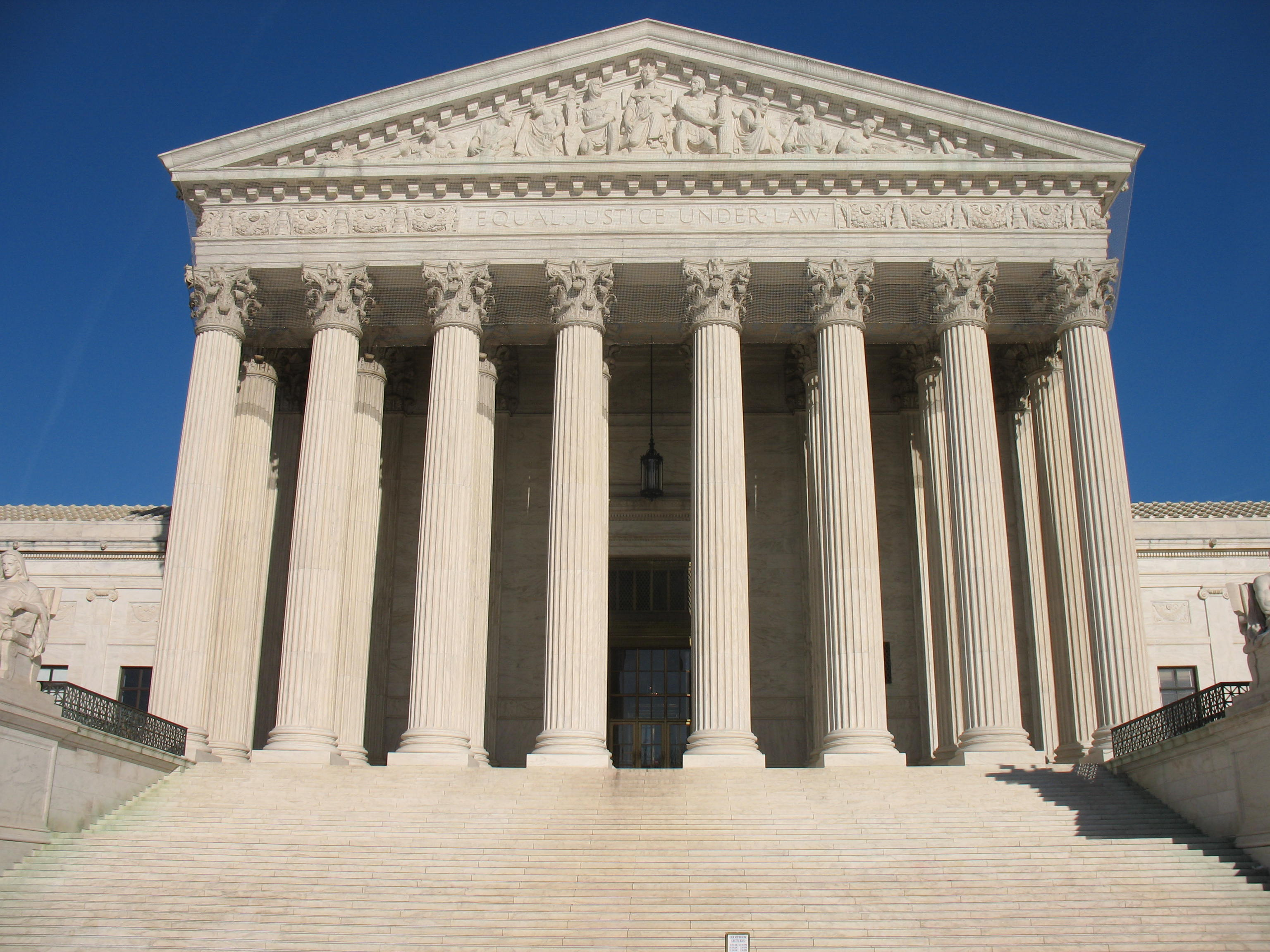
Верховний суд США

Передбачає здійснення конституційного судочинства судами загальної юрисдикції, як правило верховними судами держави, або ж навіть судами всіх інстанцій.
Ця модель має два різновиди: централізований (дифузний) і децентралізований.
Децентралізований різновид американської моделі (США, Японія, скандинавські країни) передбачає, що конституційний контроль здійснюють всі суди загальної юрисдикції. Так, у США функції конституційного контролю належать судовій владі в цілому. Не тільки верховні, але й районні суди федерації і штатів здійснюють право тлумачення конституційних норм і відмовляють у застосуванні тим положенням законодавства, котрі суперечать тлумаченню, відповідно, Конституції США і конституції штату.
За 200 років своєї діяльності (1791—1990 рр.) Верховний суд США визнав неконституційними повністю або частково 125 законів Конгресу, 1059 нормативних актів штатів, 117 ордонансів місцевих органів влади.
Централізований різновид американської моделі (Гана, Естонія, Індія, Ірландія, Люксембург, Мальта, Монако, Норвегія, Республіка Кіпр, Філіппіни, Швейцарія) передбачає здійснення конституційного контролю в рамках загальної судової системи і, як правило, верховним судом, який очолює інстанційну систему національних судів.
Країни, що сприйняли американську модель: США, Аргентина, Мексика, Болівія, Бразилія, Колумбія, Нікарагуа, скандинавські (Данія, Норвегія, Швеція), британські домініони (Австралія, Канада, Нова Зеландія), Південно-Африканська Республіка, Японія, Індія, Малайзія тощо.

#### Романо-германська (європейська) модель

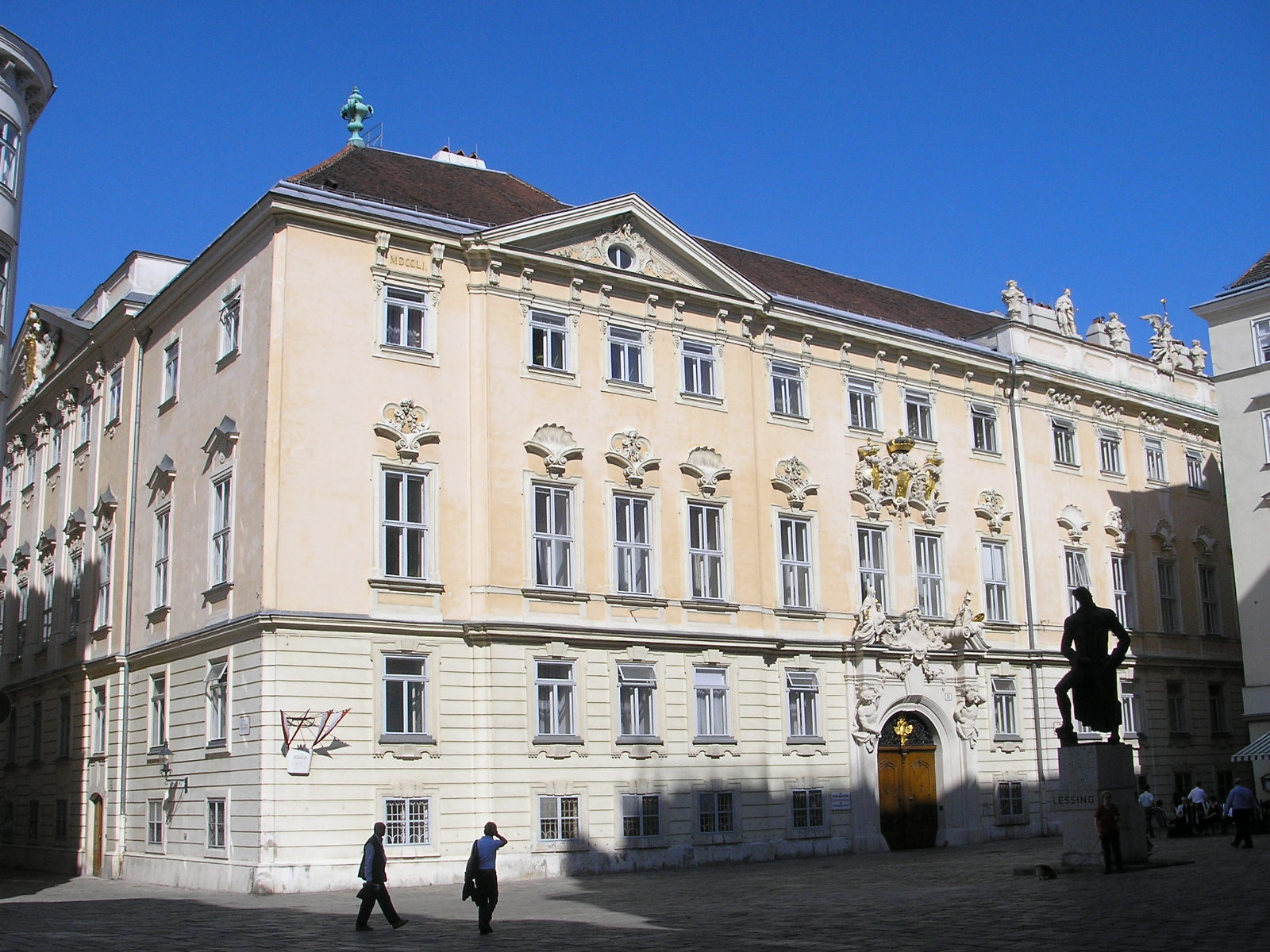
Конституційний суд Австрії

Ґрунтується на формуванні спеціальних органів конституційної юстиції — конституційних судів, конституційних рад тощо.
Ідея конституційного суду належить австрійському юристу Гансу Кельзену, творцеві «чистої теорії права» (нім. Reine Rechtslehre). Перший у світі Конституційний суд Австрії заснований у 1920 році, через два роки після розпаду Австро-Угорщини та виникнення Австрійської республіки. Система, в якій діє конституційний суд, наділений спеціальною юрисдикцією, дістала назву «австрійської».

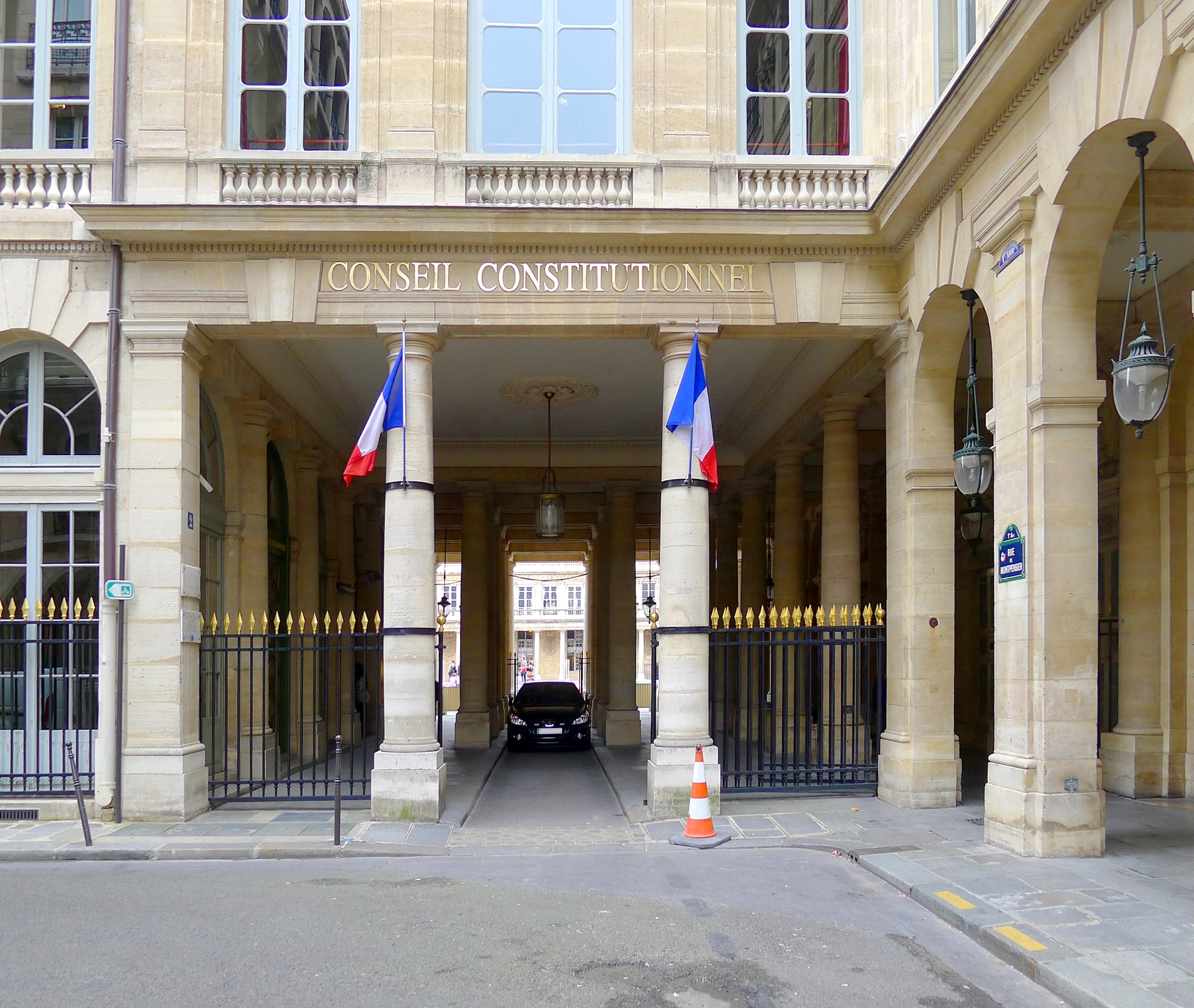
Конституційна рада Франції займає перший поверх у Пале-Рояль

Правову охорону конституції в рамках європейської моделі можуть здійснювати і спеціальні органи несудової (квазісудової) юрисдикції. Наприклад, у Франції конституційність законів перевіряється Конституційною радою, а конституційність актів виконавчої влади, якщо мова йде про перевищення своїх повноважень — Державною радою, яка очолює систему адміністративної юстиції. Це дістало назву «французької» системи, яка, крім того, поширилася низкою пострадянських/постсоціалістичних країн.
Способи формування спеціалізованих органів конституційної юстиції дещо різняться від країни до країни, та все ж ключову роль у призначенні їх членів відіграють національні парламенти. Їх чисельність, як правило, від 10 (Чехія) до 16 (Німеччина).
Країни, що сприйняли європейську модель: Австрія, Німеччина, Польща, Франція, Італія, Іспанія, Чехія, Словаччина, Угорщина, Казахстан тощо.

#### Мусульманська (традиційна) модель

Емблема Федерального шаріатського суду (Пакистан)

Передбачає здійснення конституційної юстиції вищими релігійними або традиційними органами (ради духовенства, ради вождів тощо). Особливістю їх діяльності є те, що закони та інші акти перевіряються на відповідність не тільки Конституції, а й шаріату.
Так, в Ісламській Республіці Іран діє своєрідний орган конституційного контролю, заснований Конституцією 1979 року — Рада з нагляду за дотриманням конституції (Рада вартових, або Піклувальна рада); в Марокко — Консультативна Рада. Ці органи складаються з богословів та юристів.
У Пакистані 1980 року заснований Федеральний Шаріатський Суд, що виносить рішення про невідповідність положень закону приписам ісламу, викладеним у Корані та Сунні. Ці рішення можуть бути скасовані Верховним судом, для чого там утворене спеціальне апеляційне відділення у складі мусульман-суддів Верховного суду. Разом із тим існує відокремлений орган — Рада з ісламської ідеології, або Ісламська рада, яка дає федеральному і провінційному парламентам, президентові та губернаторам провінцій консультативні висновки з питань відповідності законопроєктів приписам ісламу.
Країни, що сприйняли традиційну модель: Іран, Мавританія, Марокко, Лесото, Пакистан тощо.

#### Змішані системи
Окремі правознавці (С. В. Пілюк, А. О. Клішас) наполягають на існуванні змішаних систем.
|                                                       | Це варіанти, коли держави молодої демократії за власним розсудом і відповідно до тенденцій та власного індивідуального розвитку конструюють власні моделі, зупиняючи свій вибір на тих чи інших елементах різних моделей. |
| — С.В. Пілюк, Сучасні моделі конституційного контролю | |

Змішаними також називають устрої Андорри, Люксембургу, Ізраїлю.

#### Поширеність систем
Якщо брати до уваги існування змішаних систем, то за даними А. О. Клішаса сьогодні у 74 державах діє європейська інституційна система, у 48 — американська модель, у 30 — змішана модель, створена на базі двох вищезгаданих.
Відзначається, що молоді країни почасти мігрують до європейської моделі, яка більш ефективно долає такі недоліки американської системи правосуддя, як зв'язаність суду при суміщенні в діяльності функції конституційного контролю з функціями загального правосуддя, довготривалість судочинства, зобов'язуючий характер рішень лише для сторін у конкретній справі, надання можливості оскаржувати неконституційність нормативних актів і дій тільки приватним особам.
Недоліком європейської моделі є необхідність для зацікавлених осіб (передусім громадян) витрачати додаткові зусилля (організаційні, матеріальні та інші) для звернення до конституційних судів.

## Конституційне судочинство в Україні

### Формування конституційного судочинства в Україні
Для вітчизняної конституційної теорії та практики спеціальні органи захисту Конституції були практично невідомі до 90-х років XX ст. Правова охорона українських радянських конституцій покладалася на вищі органи державної влади та управління, які здійснювали дві основні функції — контроль за дотриманням радянських конституцій і забезпечення відповідності конституцій радянських союзних республік Конституції СРСР.
Спробу формування постійно діючого державного органу правового захисту конституції в колишньому СРСР прийнято пов'язувати з прийняттям 1 грудня 1988 року Закону СРСР «Про зміни і доповнення Конституції (Основного закону) СРСР», який передбачав створення Комітету конституційного нагляду СРСР. Наглядові та контрольні повноваження цього спеціалізованого органу правового захисту радянської конституції закріплювалося в Законі СРСР «Про конституційний нагляд в СРСР». Але цей Комітет не можна вважати органам конституційної юстиції, адже він існував як своєрідний «додаток» до З'їзду народних депутатів СРСР, який і вирішував основні питання конституційного нагляду і контролю в СРСР. До того ж розпад колишнього СРСР не дав можливості еволюціонувати Комітету конституційного нагляду СРСР у повноцінний самостійний постійно діючий орган конституційної юстиції.
В Україні за радянської доби так і не був сформований Комітет конституційного нагляду УРСР, передбачений статтею 112 Конституції УРСР 1978 року, після внесення до неї змін 27 жовтня 1989 р.. Натомість після внесення змін до статті 112 Конституції УРСР у 1990 році передбачалося формування більш прогресивного органу — Конституційного Суду УРСР, склад якого мав обиратися Верховною Радою УРСР. Проте і цей орган не розпочинав діяльності.
Лише після здобуття Україною незалежності в 1991 році з'явилась можливість розпочати формування спеціалізованого органу правового захисту Конституції України — Конституційного Суду України. 3 липня 1992 року Верховна Рада України прийняла Закон України «Про Конституційний Суд України», який визначив порядок формування і основні функції цього органу конституційної юстиції незалежної України.
Утім діяльність Конституційного Суду України в період 1992–1996 років була малоефективною з огляду на те, що Верховна Рада України обмежилася лише призначенням першого Голови Конституційного Суду України Л. П. Юзькова. Спроби обрати Верховною Радою України заступника Голови Конституційного Суду України та суддів Конституційного Суду України були безуспішними.
У той час основні функції щодо правового захисту Конституції України здійснювалися Президентом України і Верховною Радою України.
Після прийняття 28 червня 1996 року нині чинної Конституції України, що чітко визначила систему правового захисту Основного Закону, було прийнято новий Закон України «Про Конституційний Суд України» від 16 жовтня 1996 року, який і поклав початок реальної діяльності цього єдиного органу конституційної юстиції в Україні.

### Засади конституційного судочинства в Україні

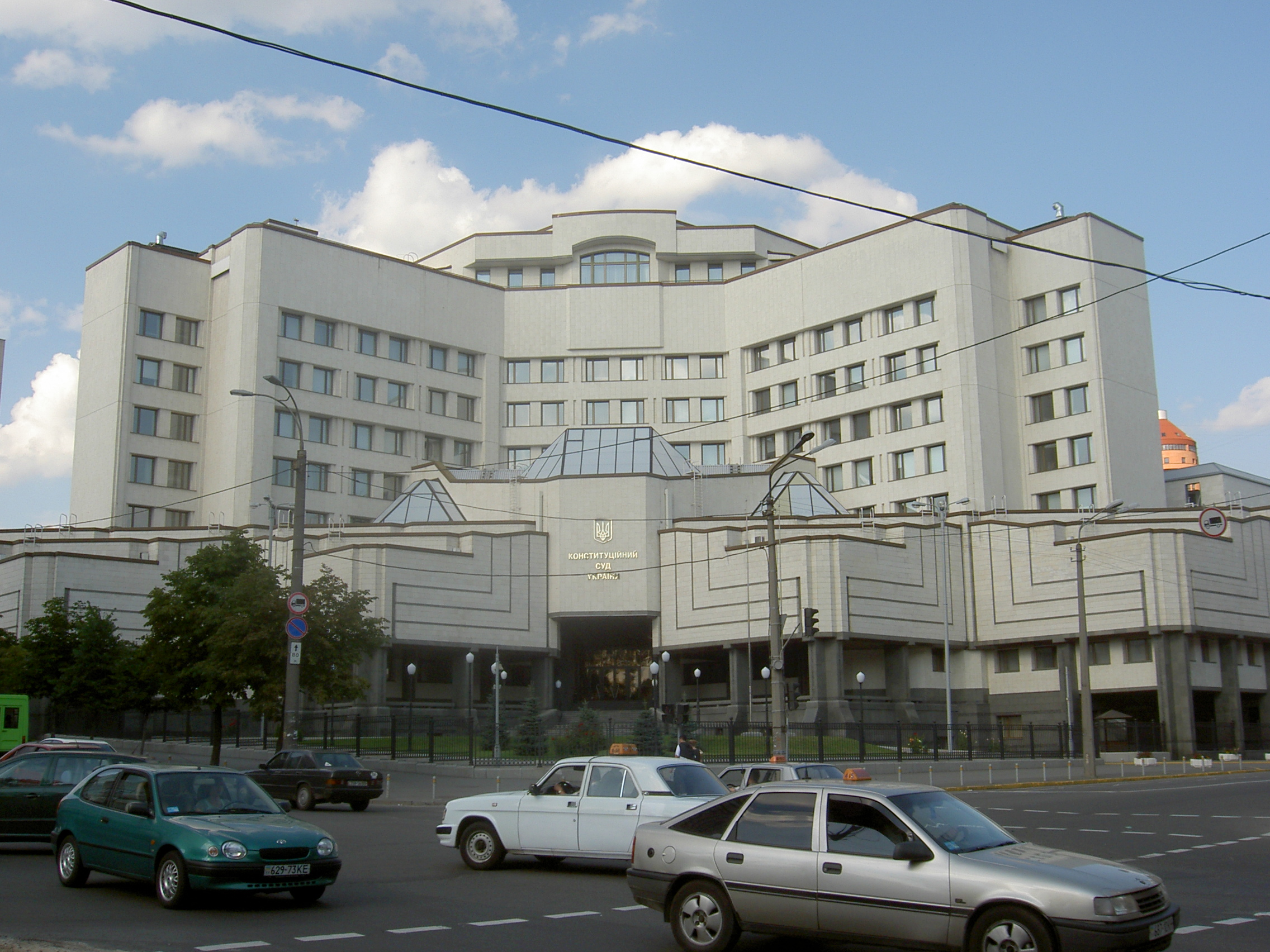
Будівля Конституційного Суду України

Конституційний Суд України — єдиний орган конституційної юрисдикції в Україні.
Завданням Конституційного Суду України є гарантування верховенства Конституції України як Основного Закону держави на всій території України.
Конституційний Суд України приймає рішення та дає висновки у справах щодо:
1. конституційності законів та інших правових актів Верховної Ради України, актів Президента України, актів Кабінету Міністрів України, правових актів Верховної Ради Автономної Республіки Крим;
2. конституційності питань, які пропонуються для винесення на всеукраїнський референдум за народною ініціативою;
3. відповідності Конституції України чинних міжнародних договорів України або тих міжнародних договорів, що вносяться до Верховної Ради України для надання згоди на їх обов'язковість;
4. додержання конституційної процедури розслідування і розгляду справи про усунення Президента України з поста в порядку імпічменту;
5. офіційного тлумачення Конституції України;
6. відповідності проєкту закону про внесення змін до Конституції України вимогам статей 157 і 158 Конституції України;
7. порушення Верховною Радою Автономної Республіки Крим Конституції України або законів України.

Після конституційної реформи 2016 року Конституційний Суд втратив право тлумачити закони України, проте з'явився інститут індивідуальної конституційної скарги: таку скаргу має право подати особа, яка вважає, що застосований в остаточному судовому рішенні в її справі закон суперечить Конституції України.
Конституційний Суд роз'яснив, що вирішення цим судом питань відповідності Конституції України (конституційності) актів Президента України та правових актів Верховної Ради України не виключає можливості оскарження до судів загальної юрисдикції актів цих органів, якщо останні мають індивідуальний характер. Тоді як Конституційний Суд України розглядає справи щодо конституційності зазначених актів, суди загальної юрисдикції розглядають справи щодо їх законності.
Підставами для прийняття Конституційним Судом України рішення щодо неконституційності правових актів повністю чи в їх окремих частинах є:
- невідповідність Конституції України;
- порушення встановленої Конституцією України процедури їх розгляду, ухвалення або набрання ними чинності;
- перевищення конституційних повноважень при їх прийнятті.

### Стадії конституційного провадження

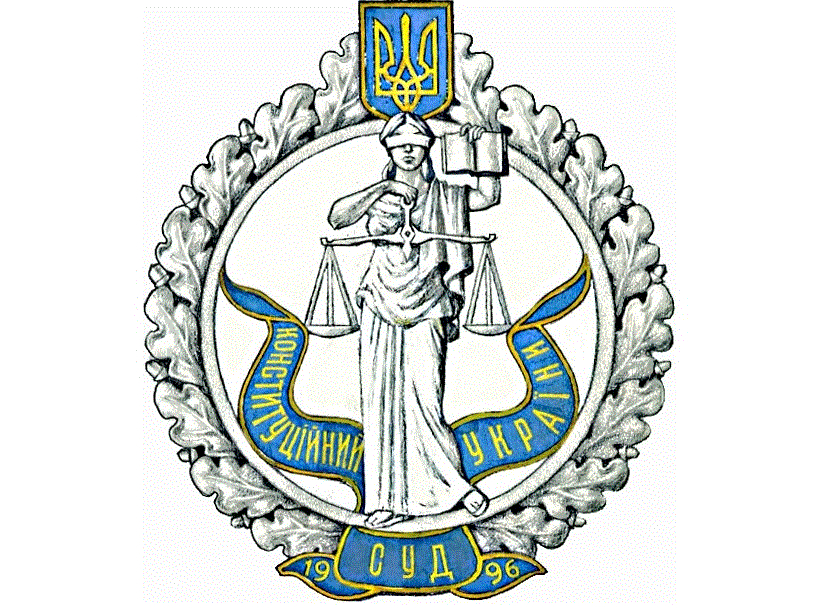
Емблема Конституційного Суду України

Стадією конституційного провадження у вітчизняній науці називають відносно замкнутий і обмежений часовими рамками комплекс дій учасників конституційного провадження, спрямованих на вирішення конкретної правової ситуації.
Конституційне судочинство складається з таких стадій:
1. Звернення до Конституційного Суду України:
  1. шляхом конституційного подання[K 4]
  2. шляхом конституційного звернення[K 5]
2. Відкриття провадження у справі у Конституційному Суді України за конституційним поданням чи конституційним зверненням (якщо немає підстав для відмови у відкритті провадження)
3. Розгляд справи на пленарних засіданнях Конституційного Суду України
4. Закінчення розгляду справи:
  1. шляхом прийняття рішення Конституційного Суду України
  2. шляхом надання висновку Конституційного Суду України
5. Окрема думка судді Конституційного Суду України[K 6]
6. Офіційне оприлюднення актів Конституційного Суду України.

Рішення і висновки Конституційного Суду України однаково є обов'язковими до виконання.
Визнання норми законодавства неконституційною анулює її юридичну силу, що за змістом є рівнозначним виключенню такої норми.

## Конституційне судочинство як навчальна дисципліна
Конституційне судочинство (або ж конституційно-процесуальне право) вивчається в деяких вишах України як навчальна дисципліна. Її мета — формування системи теоретичних знань з організації та функціювання Конституційного Суду України; поглиблене оволодіння студентами всіх положень конституційного судочинства та механізмів його застосування в практичній діяльності.
Орієнтовний перелік тем:
- Формування конституційного судочинства в Україні
- Статус і функції Конституційного Суду України
- Структура та основні напрями діяльності Конституційного Суду України
- Конституційне судочинство
- Стадії конституційного судочинства
- Особливості окремих видів конституційного провадження
- Акти Конституційного Суду України[29][30].

У закордонних вишах коло питань конституційної юстиції викладається на курсах порівняльного конституційного права (англ. Comparative Constitutional Law).